# 雲仙市立富津小学校
雲仙市立富津小学校（うんぜんしりつ とみつしょうがっこう）は、長崎県雲仙市小浜町富津にあった公立小学校。略称は「富小」（とみしょう）。
2019年（平成31年）3月末に閉校し、雲仙市立小浜小学校に統合された。

## 概要
歴史
1887年（明治20年）に「簡易富津小学校」として創立。2012年（平成24年）に創立125周年を迎えた。
教育目標
「あしたに向かってがんばる富津の子」、「ともに学び みんなやさしく つよい子ども」
校章
中央に「富津」の文字（縦書き）を置いている。
校歌
1955年（昭和30年）に制定。作詞は関寛之、作曲は寺崎良平による。歌詞は3番まであり、両番に校名の「富津小学校」が登場する。
校区
雲仙市小浜町の「木津、西小浦、東小浦、加美、日見、殿川」地区。
中学校区は雲仙市立小浜中学校。

## 沿革
- 1887年（明治20年）4月 - 前年の小学校令の公布により、「簡易富津小学校」（修業年限3年）が浜方に創立。初代校長は吉田鉄五郎。
  - 湯ノ里庚（現・雲仙）に分教室を開設。
- 1889年（明治22年）4月1日 - 町村制の施行により、小浜村立の小学校となる。
- 1890年（明治23年）4月 - 尋常科を設置し、「尋常富津小学校」に改称。
- 1893年（明治26年）1月24日 - 「富津尋常小学校」に改称（「尋常」の位置が変わる）。
  - 湯ノ里の分教室が分離の上、尋常科（修業年限4年）を設置し、温泉尋常小学校として独立。
- 1908年（明治41年）4月 - 小学校令の改正により、義務教育期間が尋常科4年から尋常科6年に延長されたため、尋常科5・6年を新設。2教室を増築。
- 1924年（大正13年）4月1日 - 町制施行により小浜町が発足。これにより小浜町立の小学校となる。
- 1925年（大正14年）- 木津分教場を開設。
- 1941年（昭和16年）4月1日 - 国民学校令により、「小浜町富津国民学校」に改称。従来の尋常科を初等科に改称（初等科6年）。
- 1947年（昭和22年）4月1日 - 学制改革（六・三制の実施）により、旧・富津国民学校の初等科が改組され、「小浜町立富津小学校」となる。木津分教場を木津分校とする。
- 1955年（昭和30年）- 校舎を増築。校歌を制定。
- 1963年（昭和38年）- 木津分校の3年生を本校に収容。
- 1965年（昭和40年）- 校舎を改築し、鉄筋コンクリート造2階建て6教室が完成。
- 1966年（昭和41年）- 鉄筋コンクリート造2階建て4教室が完成。
- 1971年（昭和46年）3月31日 - 木津分校を廃止。
  - 最終所在地 - 長崎県南高来郡小浜町富津（北緯32度45分54.8秒 東経130度11分24.2秒 / 北緯32.765222度 東経130.190056度）
- 2005年（平成17年）10月11日 - 雲仙市の発足により、「雲仙市立富津小学校」（現校名）に改称。
- 2019年（平成31年）3月31日 - 雲仙市立小浜小学校への統合により、閉校。

## 交通アクセス
最寄りのバス停
- 島鉄バス 「富津学校前」バス停

最寄りの国道・県道
- 長崎県道201号北野千々石線
- 国道57号（雲仙道路）

## 周辺
- 天満宮
- 富津弁天公園
- 富津展望所赤瀬